# Roland Bugatti

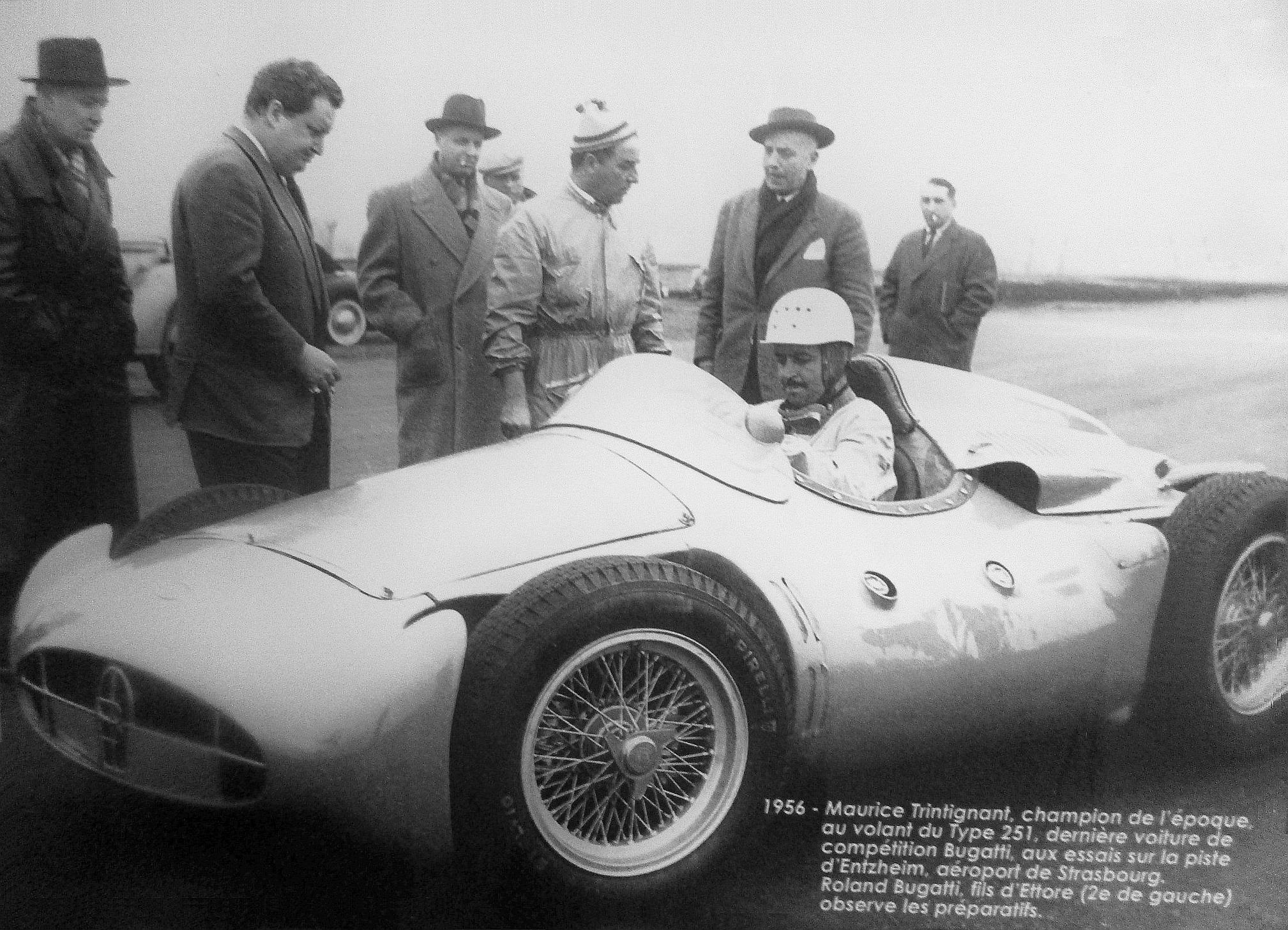
Roland Bugatti (2:a fr v) och Maurice Trintignant i en Bugatti Type 251.

Roland Bugatti, född 28 augusti 1922 i Dorlisheim, Alsace, avliden 29 mars 1977 i Aix-en-Provence, var en fransk ingenjör och företagsledare.
Roland Bugatti var Ettore Bugattis yngste son. Efter faderns död 1947 drev han familjeföretaget vidare med allt knappare medel fram till 1963, då han sålde till Hispano-Suiza.